# گورستان گاوکان
قبرستان گاوکان مربوط به دوره قاجار است و در شهرستان شیراز، بخش کربال، دهستان خیرآباد، روستای گاوکان، ۲۰ متری روستای کهنه گاوکان واقع شده و این اثر در تاریخ ۳۰ بهمن ۱۳۸۶ با شمارهٔ ثبت ۲۰۹۷۶ به‌عنوان یکی از آثار ملی ایران به ثبت رسیده است.